# 伊奥尼亚海
伊奧尼亞海（希臘語發音：[iˈonio ˈpelaɣos]，義大利語發音：[mar ˈjɔːnjo]，阿爾巴尼亞語發音：[dɛti jɔ:n]）是地中海的一個海灣。

## 相关情况
北以奧特朗托海峽與亞得里亞海相連；西接義大利的卡拉布里亞與西西里，並以墨西拿海峽與第勒尼安海連接，東接阿爾巴尼亞以及許多的希臘島嶼，這些島嶼包括Strophades、Sphagia、Schiza、Sapientza、Kythira等島嶼，以及伊奧尼亞群島，如：
- 科孚島
- 扎金索斯島
- 凱法利尼亞島
- 伊薩基島
- 萊夫卡斯島等島嶼。

該海域盐度38‰，大部分深度超过3000米，东部最深處（36°34′N 21°8′E / 36.567°N 21.133°E）達5,267米（17,280.2呎），是地中海最深處。
伊奧尼亚海是全世界地震最頻繁的地區之一。

在古希臘神話中，伊奧尼亞海是伊俄（希臘語：πέλαγος，Ἰόνιον）逃難時經過的地方。

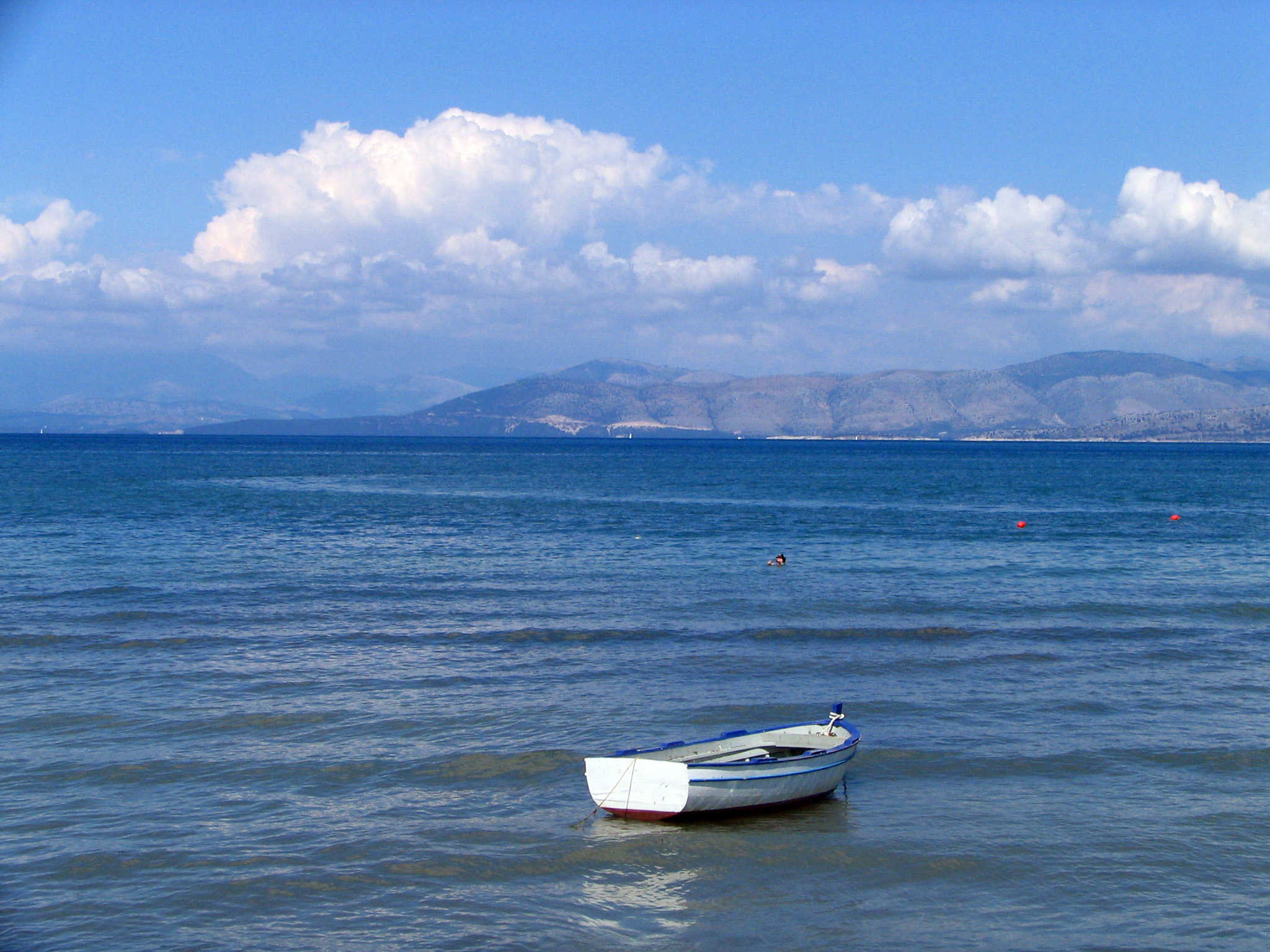
希臘科孚島所見的海岸，遠方為阿爾巴尼亞港口薩蘭達
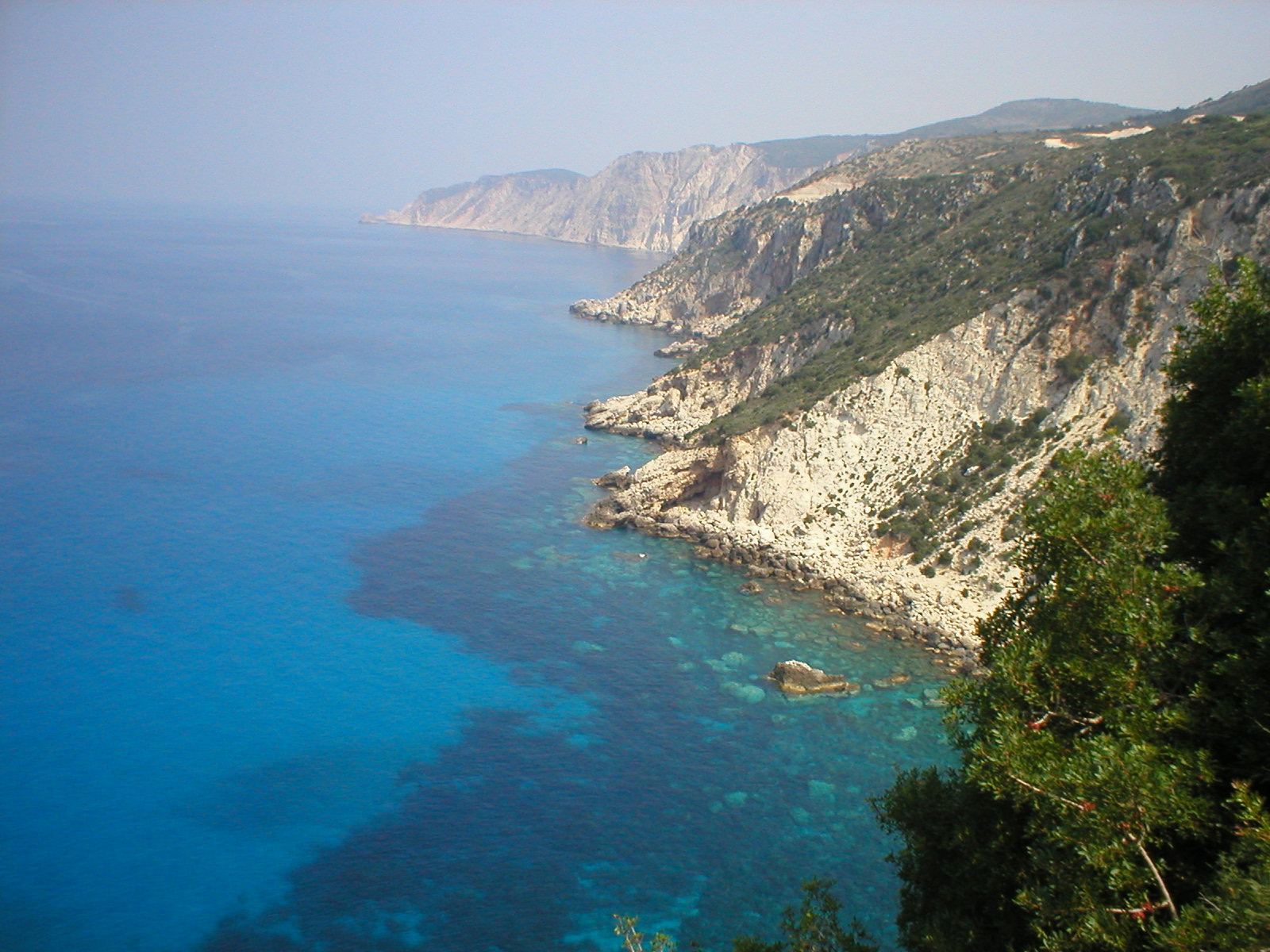
從凱法利尼亞島所見的伊奧尼亚海
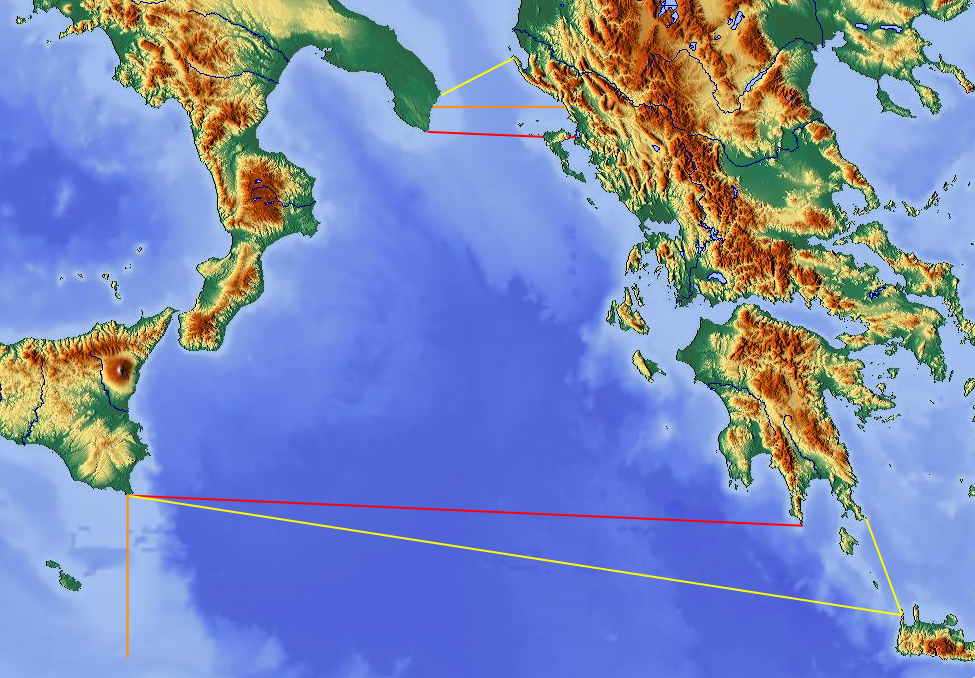
伊奧尼亚海的範圍，紅線為國際海道測量組織所定的伊奧尼亚海域

## 有關海灣
- 塔蘭托灣
- 帕特雷灣，連接科林斯灣，透過科林斯運河通往愛琴海